# Zuniga (chi nhện)
Zuniga là một chi nhện trong họ Salticidae.

## Các loài
Các loài trong chi này gồm:
- Zuniga laeta (Peckham & Peckham, 1892)
- Zuniga magna Peckham & Peckham, 1892